# Цилиндърът на Магьосника
Цилиндърът на Магьосника (на шведски: Trollkarlens hatt), е втората книга от поредицата за муминтролите на финландската писателка Туве Янсон. Книгата е публикувана за първи път през 1948 година. На нея са базирани до голяма степен телевизионните анимационни поредици на Полша и Япония. През 2002 г. BBC издава аудиоверсия с пълния ѝ текст, прочетен от Хю Лори. На български „Цилиндърът“ излиза за първи път през 2007 г. в превод на Анелия Петрунова.

## Сюжет
Внимание:  Текстът по-долу разкрива сюжета на произведението (или части от него)!
С идването на пролетта, обитателите на Муминската долина се събуждат от дългия зимен сън. Муминтрол, Снусмумрик и Сниф се изкачват до върха на планината и намират там цилиндъра на Магьосника. Без да подозират за вълшебните му свойства, приятелите го отнасят в Муминската къща. Там освен Татко Мумин и Мама Муминка са още: Снорк и неговата сестра – госпожица Снорк, Хемулът и Мускусният плъх. Докато играят на криеница, Муминтрол се скрива в цилиндъра и временно се преобразява до неузнаваемост; става ясно, че цилиндърът е вълшебен.
Лятото настъпва с нови приключения. Муминското семейство отива до острова на Хатифнатите и прекарва там една нощ, в която има силна буря и Снусмумрик вижда отдалеч Магьосника за първи път. На следващия ден изследват острова и откриват интересни находки. В края на юли всички без Татко Мумин и Мама Муминка отиват за известно време в пещерата край брега и там Снусмумрик разказва за Магьосника, който язди черна пантера и търси навред Кралския рубин. Отиват на риболов и хващат огромен мамелюк. Междувременно Муминската къща временно се превръща в джунгла, защото Мама Муминка разсеяно е изпуснала няколко изсъхнали растения в цилиндъра на Магьосника. В долината пристигат Тофслата и Вифслата с голям куфар, в който се намира Кралския рубин, откраднат от страшната Мора. Обитателите на Муминския дом организират съдебен процес, след което Мората се съгласява да отстъпи рубина срещу цилиндъра на Магьосника.
Наближава есента и Снусмумрик тръгва на дълго пътешествие до пролетта. Тофслата и Вифслата са откраднали чантата на Мама Муминка, но я връщат, когато разбират, колко е разстроена тя. Връщането на чантата е отзнаменувано с голямо тържество, на което се появява самият Магьосник и поисква Кралския рубин, ала Тофслата и Вифслата отказват да му го подарят или продадат. Той се примирява и обещава да изпълни по едно желание на всички присъстващи. Тофслата и Вифслата поискват за себе си точно копие на Кралския рубин и за голяма радост на Магьосника му подаряват оригиналния камък.